# Bănia
Bănia – wieś w Rumunii, w okręgu Caraș-Severin, w gminie Bănia. W 2011 roku liczyła 1134 mieszkańców. 